# Свети Архангел Михаил (Нежин)
„Свети Архангел Михаил“ на украински: Михайлівська церква) е православна църква и архитектурен паметник с национално значение в град Нежин, Украйна.

## История
С постановление № 970 на Кабинета на министрите на Украинска ССР от 24 август 1963 г., „За оптимизиране на отчетността и охраната на архитектурните паметници на територията на Украинска ССР“ (Про впорядкування справи обліку та охорони пам'ятників архітектури на території Української РСР), е присвоен статут на архитектурен паметник с национално значение под номер № 827, под името Гръцка Михайловска църква.
Инсталирано е информационно табло.

## Описание
Църквата е една от най-важните архитектурни забележителности в центъра на град Нежин. Църквите „Вси Светии“, „Свети Архангел Михаил“ и „Света Троица“ образуват единен исторически и културен комплекс от XVIII век.
Построена е в периода 1719 – 1729 г. (според други източници 1714 – 1732 или 1714 – 1729 г.) от Гръцкото братство в Нежин, на мястото на дървена църква от 1680 г. Осветена е през 1731 г. от киевския митрополит Рафаил Забаровски.
Това е малка, каменна, тридилна, еднокорабна, еднокуполна църква с фасетиран център. От източната страна има полукръгла апсида, а от западната – нартекс. От северната страна на олтарната стена има мраморни плочи с текст на гръцки език. Богослуженията в храма са се провеждали на гръцки. През XIX век е построена триетажна камбанария с пиластри на втория и колони на третия етаж, завършваща с висок шпил; който не е оцелял.
След 1917 г. в църквата е построен склад. Стенописите, иконостасът и реликвите на църквата не са съхранени. Сградата е предадена на религиозната общност на Черниговската епархия на Украинската православна църква.